# Льевре, Питер Ле
Питер Ле Льевре (англ. Peter Le Lievre; 1812, остров Гернси, — 1878, там же) — общественный и политический деятель, художник и археолог-любитель.

## Биография
Питер Ле Льевре родился в городке Сент-Питер-Порт, столице острова Гернси. Образование получил здесь же в Колледже Елизаветы (англ. Elizabeth College).
Завершив обучение Питер Ле Льевре занялся торговлей (в основном торговал вином), а также политической и общественной деятельностью. Будучи мэром родного Сент-Питер-Порта он занимался проектом расширения порта, в том числе сам разработал проект новых маяков при входе в гавань.

## Творчество
Рисование было хобби Ле Льевра. Он никогда не выставлялся и не входил в творческие союзы, о его увлечении знали только близкие друзья. Работал Ле Льевр прежде всего в технике акварели.
Первая выставка Ле Льевра состоялась спустя 26 лет после его смерти. В XX веке коллекция работ Ле Льевра (примерно 170 акварелей, набросков и эскизов) была собрана музеем Гернси. На рисунках Ле Льевра запечатлены пейзажи, архитектура и люди острова.

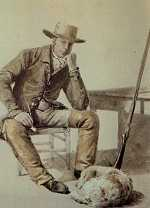
Сидящий крестьянин с ружьём и собакой
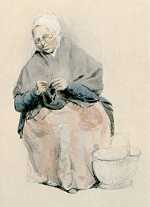
Старая женщина за вязанием
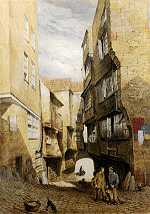
Кау-Лэйн в Сент-Питер-Порте
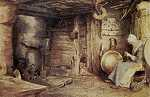
Интерьер коттеджа на Сарке

Кроме рисования, Питер Ле Льевре увлекался археологией. Он сам проводил раскопки и делал зарисовки находок.